# Glenea anna
Glenea anna är en skalbaggsart som beskrevs av Thomson 1879. Glenea anna ingår i släktet Glenea och familjen långhorningar. Inga underarter finns listade i Catalogue of Life.